# Jaš'lek (metropolitana di Kazan')
La stazione Jaš’lek (Яшьлек), così denominata anche in tataro, è una stazione della metropolitana di Kazan'.

## Storia
La stazione venne attivata il 9 maggio 2013, come parte della tratta da Koz'ja Sloboda ad Aviastroitel'naja.